# Adolf Dresen
Adolf Dresen (* 31. März 1935 in Eggesin; † 11. Juli 2001 in Leipzig) war ein deutscher Theaterregisseur und Opernregisseur.

## Leben
Nach dem Besuch der Klosterschule Roßleben und dem Abitur in Thale 1953 studierte Dresen von 1953 bis 1959 Germanistik in Leipzig, wo er Laienspieler und Leiter der Studentenbühne Leipzig war. Während eines Praktikums am Berliner Ensemble lernte er die Spielweise des epischen Theaters kennen. Nach seinem Studium arbeitete er von 1959 bis 1962 als Schauspielregisseur in Magdeburg und anschließend in Greifswald. Hier wurde er 1964 nach einer umstrittenen Hamlet-Inszenierung entlassen. Aus diesem Grund  arbeitete er als Hilfsarbeiter auf einem Bohrturm im Erdölkombinat Grimmen (Mecklenburg).
Von 1965 bis 1977 war Adolf Dresen Regisseur am Deutschen Theater Berlin. Bedeutsam war insbesondere seine Inszenierung von Goethes Faust, die er gemeinsam mit dem damaligen Intendanten des Deutschen Theaters Wolfgang Heinz verantwortete. Sie interpretierten Faust keineswegs als die Vorbildfigur, als die sie in der sozialistischen Interpretation bis dahin galt, sondern als einen von „Selbstzweifeln geplagten und resignierten Intellektuellen“. Die Premiere war einer der größten Theaterskandale der DDR. Die Partei- und Staatsführung vermisste „alles Positive“ und sah die Aufführung als „Zurücknahme von Goethes Humanismus“. Es wurden umfangreiche Änderungen verlangt. Um ein Verbot zu umgehen, machten Regisseur und Intendant Zugeständnisse. Die Inszenierung wurde dann fünf Jahre lang mit großem Erfolg gespielt und war eine Initialzündung für eine neue Klassiker-Rezeption im Theater der DDR.

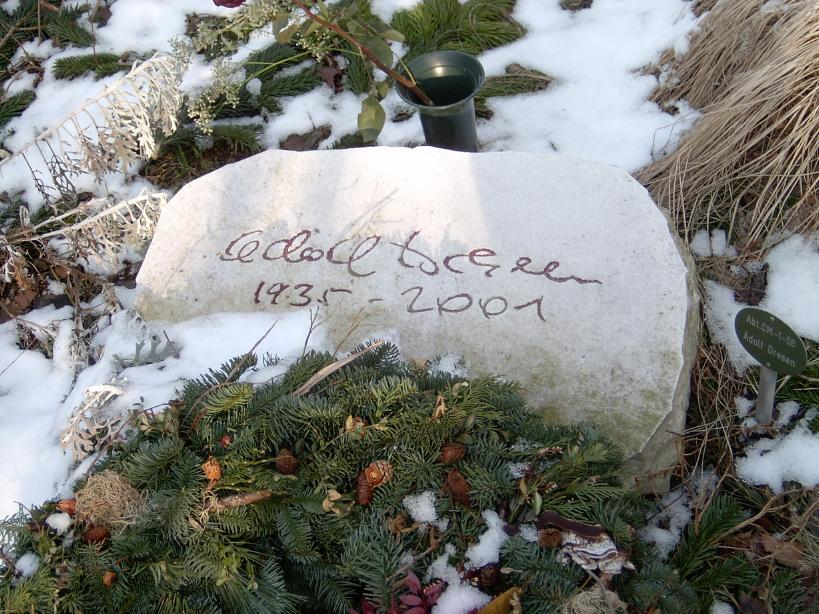
Grab von Adolf Dresen auf dem Dorotheenstädtischen Friedhof in Berlin.

1977 siedelte Dresen nach der Ausbürgerung von Wolf Biermann nach Westdeutschland über. Es folgte von 1977 bis 1981 ein Engagement am Wiener Burgtheater (dort unter anderem Emilia Galotti mit Klaus Maria Brandauer) und 1979 erste Opernarbeiten in Hamburg. Von 1981 bis 1985 war Dresen als Schauspieldirektor in Frankfurt am Main tätig. Danach fungierte er als freier Opernregisseur an zahlreichen Bühnen und Opern in Europa, unter anderem Brüssel (Fidelio, 1989), Pariser Théâtre du Châtelet, Wiener Staatsoper (1986 Wozzeck von Alban Berg, Bühnenbild, Kostüme: Herbert Kapplmüller, Dirigent Claudio Abbado; 1992 Der Ring des Nibelungen von Richard Wagner, Bühnenbild, Kostüme: Kapplmüller, Dirigent Christoph von Dohnányi) und an der Royal Opera London.
Neben seiner Theaterarbeit war Dresen auch schriftstellerisch tätig. Er hinterließ 420 Gedichte, 65 Prosatexte sowie einige autobiografische und Traum-Aufzeichnungen.
Adolf Dresen starb im Juli 2001 im Alter von 66 Jahren in Leipzig.
Sein Sohn Andreas Dresen ist Filmregisseur.

## Inszenierungen (Auswahl)
- 1964: William Shakespeare: Hamlet
- 1965: Sean O’Casey: Der Mond scheint auf Kylenamoe (Deutsches Theater Berlin – Kammerspiele)
- 1965: Sean O’Casey: Halle der Heilung (Deutsches Theater Berlin – Kammerspiele)
- 1965: Sean O’Casey: Ein Pfund abheben (Deutsches Theater Berlin – Kammerspiele)
- 1966: William Shakespeare: Maß für Maß (Deutsches Theater Berlin)
- 1968: Johann Wolfgang von Goethe: Faust. Der Tragödie erster Teil (Im Vorspiel: Dichter) – Regie mit Wolfgang Heinz (Deutsches Theater Berlin)
- 1970: Helmut Baierl: Der lange Weg zu Lenin (Deutsches Theater Berlin – Kammerspiele)
- 1970: Isaak Babel: Maria (Deutsches Theater Berlin – Kammerspiele)
- 1971: William Shakespeare: Maß für Maß (Deutsches Theater Berlin – Kammerspiele)
- 1972: Johann Wolfgang von Goethe: Clavigo (Deutsches Theater Berlin – Kammerspiele)
- 1973: Ignati Dworetzki: Der Mann von draußen (Deutsches Theater Berlin)
- 1974: Else Lasker-Schüler: Die Wupper (Münchner Kammerspiele)
- 1975: Heinrich von Kleist: Der zerbrochne Krug (Deutsches Theater Berlin)
- 1975: Heinrich von Kleist: Prinz Friedrich von Homburg oder die Schlacht bei Fehrbellin (Deutsches Theater Berlin)
- 1975: Seán O’Casey: Juno und der Pfau (Deutsches Theater Berlin – Kammerspiele)
- 1977: Heinrich von Kleist: Michael Kohlhaas (Deutsches Theater Berlin)
- 1977: Der arme Vetter (Barlach) Basel
- 1977 Iphigenie auf Tauris (Goethe) Burgtheater Wien[5]
- 1979: Eugen Onegin (Tschaikowski) Hamburger Staatsoper
- 1980: Die Fledermaus (Strauss) in Bochum

## Filmografie (Auswahl)
- 1975: Juno und der Pfau (Theateraufzeichnung)
- 1994: Tales from the Opera (Fernsehminiserie)

## Auszeichnungen
- 1973, 1975 und 1988 Kritikerpreis der Berliner Zeitung
- 1989 Hessischer Kulturpreis
- 2000 Preis des Internationalen Theaterinstituts (ITI)
- 2001 Lessing-Preis des Freistaates Sachsen
- 2002 Deutscher Kritikerpreis (postum)

## Publikationen
- Siegfrieds Vergessen: Kultur zwischen Konsens und Konflikt. Ch. Links Verlag, Berlin 1992, ISBN 3-86153-041-4. (Neuauflage 2011)
- mit Thomas Zabka: Dichter und Regisseure: Bemerkungen über das Regietheater. Wallstein, Göttingen 1995, ISBN 3-89244-182-0.
- Adolf Dresen – Wieviel Freiheit braucht die Kunst? Reden, Briefe, Verse, Spiele 1964 bis 1999 (= Theater der Zeit / Recherchen. 3). Hrsg. von Maik Hamburger. Theater der Zeit, Berlin 2000, ISBN 3-934344-00-3.
- Marx-Studium 1976: Zur Kritik der Marxschen Ökonomie. Basisdruck-Verlag, Berlin 2011, ISBN 978-3-86163-124-8.
- Das Einzelne und das Ganze. Zur Kritik der Marxschen Ökonomie. (Theater der Zeit / Recherchen 93). Hrsg. von Friedrich Dieckmann. Theater der Zeit, Berlin, 2012, ISBN 978-3-943881-04-2.
- Opposition mit Klassikern. Meine Arbeit am Deutschen Theater. In: Durch den Eisernen Vorhang. Theater im geteilten Deutschland 1945 bis 1990. Hrsg. von Henning Rischbieter. Ullstein Buchverlag GmbH&Co. KG, Propyläen Verlag Berlin 1999, S. 98–105
- Maik Hamburger (Hrsg.): Adolf Dresen: Die Leere zwischen den Sternen: Geschichten, Gedichte & Träumem (= Archiv-Blätter. 20). Akademie der Künste, Archiv, Berlin 2010, ISBN 978-3-88331-148-7.